# Imane Zeroual
Pour les articles homonymes, voir Zeroual.
Imane Zeroual, née le 27 septembre 1990, est une joueuse marocaine de beach-volley et de volley-ball.

## Carrière
Elle remporte la médaille d'or des Jeux africains de plage de 2019 avec Nora Darrhar.
Elle est sixième du Championnat d'Afrique féminin de volley-ball 2019 puis remporte la médaille de bronze des Jeux africains de 2019 avec l'équipe du Maroc féminine de volley-ball.
Elle remporte avec Nora Darrhar les Championnats d'Afrique de beach-volley en 2022 à Agadir.